# International Union of Basic and Clinical Pharmacology
La International Union of Basic and Clinical Pharmacology (IUPHAR) (Unió Internacional de Farmacologia Bàsica i Clínica) és una associació voluntària sense ànim de lucre que representa els interessos dels científics en els camps relacionats amb la farmacologia per facilitar la millora dels medicaments a través de l'educació global i la investigació arreu del món.